# Hipparchia meshetica
Hipparchia meshetica är en fjärilsart som beskrevs av Jachontow 1915. Hipparchia meshetica ingår i släktet Hipparchia och familjen praktfjärilar. Inga underarter finns listade i Catalogue of Life.